# دانیل بی. لوکاس
دانیل بی. لوکاس (به انگلیسی: Daniel B. Lucas) سناتور سابق عضو حزب دموکرات ایالات متحده آمریکا بود. وی در سال ۱۸۸۷ میلادی سناتور ایالت ویرجینیای غربی در سنای ایالات متحده آمریکا بود.